# Bergotte
Bergotte est un personnage du roman de Marcel Proust À la recherche du temps perdu.
Écrivain reconnu, admiré du narrateur, Bergotte incarne dans la Recherche le type du romancier, comme Vinteuil le fait pour la musique et Elstir pour la peinture. Anatole France, pour lequel Marcel Proust avait beaucoup d'admiration, est considéré comme l'un des modèles de Bergotte. On cite parfois aussi l'écrivain Paul Bourget[réf. nécessaire].

## Apparitions dansLa Recherche
Le narrateur en entend parler pour la première fois par Bloch dans Combray ; l'amitié de Bergotte pour Gilberte intrigue le narrateur ; dans À l'ombre des jeunes filles en fleurs, M. de Norpois le critique sur sa vie privée et son talent ; sa barbiche et son nez en tire-bouchon surprennent le narrateur lorsqu'il le rencontre chez Swann ; dans Le Côté de Guermantes, Bergotte fréquente le salon de la duchesse de Guermantes qu'il apprécie ; bien que très malade, il rend souvent visite au narrateur pendant la maladie de sa grand-mère ; il souffre d'insomnies et de cauchemars ; s'enfermant chez lui, il couvre le monde de son mépris, mais ses œuvres commencent à moins plaire.
Dans La Prisonnière, l'une des plus célèbres pages de Proust raconte sa mort : en pleine crise d'urémie, il se lève pour aller voir la Vue de Delft de Vermeer. En regardant le « petit pan de mur jaune », il s'écroule mort.

## L'épisode du petit pan de mur jaune

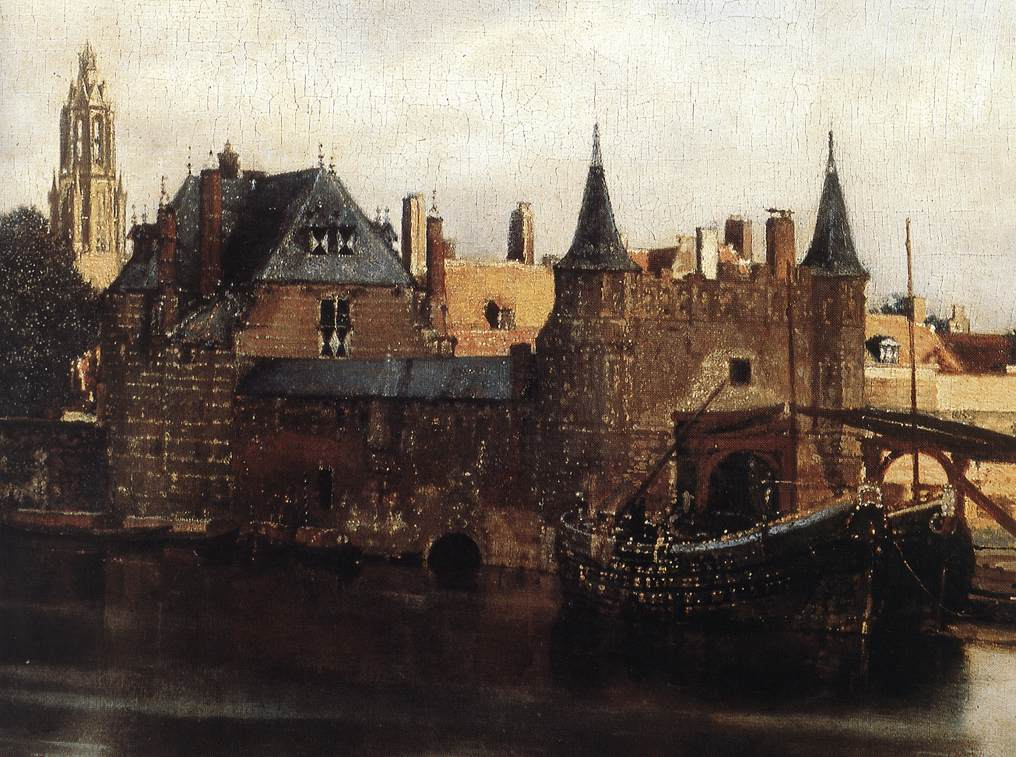
Détail de la Vue de Delft.Le petit pan de mur jaune, qui se trouve à droite du tableau, est en fait une toiture. La confusion a-t-elle été voulue pour décrire le mélange des impressions et le processus de la conscience ?

Proust, en fait, décrit un « malaise » qu'il eut en 1921 en visitant le musée du Jeu de Paume au bras de Jean-Louis Vaudoyer, et que, malade éternel, il avait anticipé en imaginant cette mort pour son héros quelques jours plus tôt. Une photographie prise lors de cette visite montre pourtant un Marcel Proust vaillant qui enchaîna par un déjeuner au Ritz puis la visite d'une seconde exposition sur Ingres.

Rentré chez lui en fin d'après midi, totalement épuisé, vivant ce qu'il ressent lui-même comme sa propre agonie, Proust dicte à Céleste Albaret quelques modifications ou ajouts pour la mort de Bergotte. Cette mort reprend la célèbre interrogation précédant l'épisode de la madeleine : « Mort à jamais ? ».
« Une crise d’urémie assez légère était cause qu’on lui avait prescrit le repos. Mais un critique ayant écrit que dans la Vue de Delft de Vermeer (prêté par le musée de La Haye pour une exposition hollandaise), tableau qu’il adorait et croyait connaître très bien, un petit pan de mur jaune (qu’il ne se rappelait pas) était si bien peint, qu’il était, si on le regardait seul, comme une précieuse œuvre d’art chinoise, d’une beauté qui se suffirait à elle-même, Bergotte mangea quelques pommes de terre, sortit et entra à l’exposition. Dès les premières marches qu’il eut à gravir, il fut pris d’étourdissements. Il passa devant plusieurs tableaux et eut l’impression de la sécheresse et de l’inutilité d’un art si factice, et qui ne valait pas les courants d’air et de soleil d’un palazzo de Venise, ou d’une simple maison au bord de la mer. Enfin il fut devant le Ver Meer qu’il se rappelait plus éclatant, plus différent de tout ce qu’il connaissait, mais où, grâce à l’article du critique, il remarqua pour la première fois des petits personnages en bleu, que le sable était rose, et enfin la précieuse matière du tout petit pan de mur jaune. Ses étourdissements augmentaient ; il attachait son regard, comme un enfant à un papillon jaune qu’il veut saisir, au précieux petit pan de mur. “C’est ainsi que j’aurais dû écrire, disait-il. Mes derniers livres sont trop secs, il aurait fallu passer plusieurs couches de couleur, rendre ma phrase en elle-même précieuse, comme ce petit pan de mur jaune.” Cependant la gravité de ses étourdissements ne lui échappait pas. Dans une céleste balance lui apparaissait, chargeant l’un des plateaux, sa propre vie, tandis que l’autre contenait le petit pan de mur si bien peint en jaune. Il sentait qu’il avait imprudemment donné le premier pour le second. “Je ne voudrais pourtant pas, se disait-il, être pour les journaux du soir le fait divers de cette exposition.”
Il se répétait : “Petit pan de mur jaune avec un auvent, petit pan de mur jaune.” Cependant il s’abattit sur un canapé circulaire ; aussi brusquement il cessa de penser que sa vie était en jeu et, revenant à l’optimisme, se dit : “C’est une simple indigestion que m’ont donnée ces pommes de terre pas assez cuites, ce n’est rien.” Un nouveau coup l’abattit, il roula du canapé par terre, où accoururent tous les visiteurs et gardiens. Il était mort. Mort à jamais ? Qui peut le dire ? Certes, les expériences spirites, pas plus que les dogmes religieux, n'apportent la preuve que l'âme subsiste. Ce qu'on peut dire, c'est que tout se passe dans notre vie comme si nous y entrions avec le faix d'obligations contractées dans une vie antérieure ; il n'y a aucune raison, dans nos conditions de vie sur cette terre, pour que nous nous croyions obligés à faire le bien, à être délicats, même à être polis, ni pour l'artiste cultivé à ce qu'il se croie obligé de recommencer vingt fois un morceau dont l'admiration qu'il excitera importera peu à son corps mangé par les vers, comme le pan de mur jaune que peignit avec tant de science et de raffinement un artiste à jamais inconnu, à peine identifié sous le nom de Ver Meer. Toutes ces obligations, qui n'ont pas leur sanction dans la vie présente, semblent appartenir à un monde différent, fondé sur la bonté, le scrupule, le sacrifice, un monde entièrement différent de celui-ci, et dont nous sortons pour naître à cette terre, avant peut-être d'y retourner revivre sous l'empire de ces lois inconnues auxquelles nous avons obéi parce que nous en portions l'enseignement en nous, sans savoir qui les y avait tracées – ces lois dont tout travail profond de l'intelligence nous rapproche et qui sont invisibles seulement – et encore ! – pour les sots. De sorte que l'idée que Bergotte n'était pas mort à jamais est sans invraisemblance.

On l'enterra, mais toute la nuit funèbre, aux vitrines éclairées, ses livres, disposés trois par trois, veillaient comme des anges aux ailes éployées et semblaient, pour celui qui n'était plus, le symbole de sa résurrection.»

## Bergotte et l'art poétique de Proust
L'épisode du petit pan de mur jaune est l'occasion pour son auteur, s'identifiant à son personnage, de faire dire par Bergotte son art poétique. Fustigeant la grandiloquence classique, « l'impression de la sécheresse et de l'inutilité d'un art si factice », il envie la modestie lumineuse d'une tache de peinture murale et se recommande « de passer plusieurs couches de couleur, rendre ma phrase en elle-même précieuse, comme ce petit pan de mur jaune ».
C'est cependant moins une technique picturale transposée à l'écriture que quelque chose commune au peintre et à l'écrivain que Proust relève, quelque chose qui transforme de la matière, des couches de peinture ou un enchainement de phrases, en une œuvre signifiante et qui est le style par lequel l'esprit, conscient mais aussi inconscient et rêveur, celui du spectateur, celui du lecteur, opère une synthèse des éléments de la composition. « Le style pour l'écrivain aussi bien que la couleur pour le peintre, est une question non de technique, mais de vision ».
Bergotte sent au moment de mourir qu'il a manqué son œuvre pour ne pas avoir su faire parler son texte, exprimer à l'extérieur une vérité intérieure qui structure les impressions produites par les apparences, comme Vermeer donne une forme à ce qui est sous les yeux par le seul jeu de la lumière incidente, des nuances de contrastes, des correspondances de couleurs, des oppositions de luminosité, le rayon de soleil à droite, l'ombre du nuage à gauche, le ciel bleu dominé par un nuage gris, la ville en pierre et son reflet dans le fluide du canal de la Schie… L'écrivain raté est celui qui décrit sans comprendre. C'est pourquoi Proust n'hésite pas à reprendre sans même le citer le texte des articles de Vaudoyer parus en 1921 dans L'Opinion, critiques qui ont fait connaître Vermeer et les détails du « plus beau tableau du monde », « des petits personnages en bleu, que le sable était rose, et enfin la précieuse matière du tout petit pan de mur jaune. »

### Sources
1. 1 2 3 4  D. Vago, « Le "petit pan de mur jaune" de Proust : la couleur invisible. », in L'Intermède, CERLI, Créteil, 26 avril 2011.
2. ↑  Jean Pavans, Les Écarts d'une vision, dans Petit Pan de mur jaune, Éditions de la Différence, 1986, p. 38 (ISBN 2-7291-0213-9) édité erroné (BNF 34990384)
3. ↑  M. Proust, Lettre à Vaudoyer, après le 20 mai, Correspondance, t. XX, p. 289, Plon, 1938.
4. ↑  J. Lacretelle, Deux amis de Marcel Proust in Bulletin de la société des amis de Marcel Proust et des amis de Combray no 14, p. 113, Direction Générale des Arts et des Lettres, Paris, 1964.
5. ↑  M. Proust, Lettre à Beaumont, 9 mai 1921, Correspondance, t. XX, p. 251, Plon, 1938.
6. ↑  M. Proust, La Prisonnière, t. I, p. 232, Gallimard, Paris, 1923.
7. ↑  Marcel Proust, La Prisonnière, in A la recherche du temps perdu, éd. Jean-Yves Tadié, t. III, Paris, Gallimard, Pléiade, 1988, 1934 p. (ISBN 2-07-011143-1), p. 692
8. ↑  M. Proust, Le Temps retrouvé, IV, p. 474.
9. ↑  M. Proust, Lettre à Vaudoyer, 2 mai 1921, in R. Proust & P. Brach, Correspondance générale de Marcel Proust, vol. IV, p. 86, Plon, Paris, 1930.